# Sapromyza simillima
Sapromyza simillima är en tvåvingeart som beskrevs av Tonnoir och Malloch 1926. Sapromyza simillima ingår i släktet Sapromyza och familjen lövflugor. Inga underarter finns listade i Catalogue of Life.